# 東京都立六本木高等学校
東京都立六本木高等学校（とうきょうとりつ ろっぽんぎこうとうがっこう、 Roppongi High School )は、東京都港区六本木六丁目に所在する都立高等学校。情報教育研究校指定校。通称は「六本木」(ろっぽんぎ)。

## 教育課程
- 定時制課程（三部制）
  - 総合学科
    - 芸術・カルチャー系列
    - 情報・サイエンス系列
    - 生活・ウェルネス系列

## 概要
府立二十二中を前身とする東京都立城南高等学校（全日制課程）と近隣各校（日比谷、三田、芝商業、青山、第一商業）の定時制課程を発展的に統合したチャレンジスクールとして、旧城南高校校舎を継承し2005年4月に開校した。校舎は坂に面しており、坂道からは城壁のように石垣が組まれている。
教育理念である「見つけて　磨いて　未来をひらく」は、次のようなもの。
見つけて・・・学習や部活動を通じ、自分のやりたいこと、自分に合うこと、安らぎの場所・友人を見つける。
磨いて・・・共に学びあう中で、自分の個性や能力を伸ばし、自分を鍛え、力を蓄えていく。
未来をひらく・・・大きな可能性をもつ自分を認め、未来に向かってさらなる挑戦をする意欲や態度を育てる。
午前部・午後部・夜間部からなる三部定時制を採用しており、所属以外の部の単位も取得可能である。74単位取得で卒業できるが、年限は3年コースおよび4年コースのいずれかである。

## 沿革
- 2003年4月 港地区チャレンジスクール開設準備室を設置
- 2004年10月 校名を「六本木高等学校」に決定
- 2005年4月 開校
- 2020年6月　東京都教育委員会により「情報教育研究校」に指定。

## 交通
- 都営地下鉄大江戸線・東京メトロ日比谷線 六本木駅 徒歩7分
- 都営地下鉄大江戸線・東京メトロ南北線 麻布十番駅 徒歩8-9分

## 受験方式
受験は他の一般的な都立高校と異なり面接と作文のみとなる。なお、平成28年度の倍率は男子が1.68倍、女子が1.33倍、計1.43倍になっている。

## 著名な出身者
- 宇野なおみ（女優、高等学校卒業程度認定試験合格に伴い中退）